# メイヴ・ケネディ・マッキーン
メイヴ・ファーヒー・ケネディ・マッキーン（Maeve Fahey Kennedy McKean, 1979年11月1日 - 2020年4月2日）は、アメリカ合衆国の公衆衛生局員、人権弁護士、学者である。ケネディ家の一員であり、母は第6代メリーランド州副知事のキャスリーン・ケネディ・タウンゼンド、祖父はロバート・F・ケネディである。
マッキーンはジョージタウン大学でグローバル・ヘルス・イニシアチブの事務局長を務めた。オバマ政権時代には人権担当上級顧問として国務省の国際AIDSプログラムと保健福祉省の国際問題課で働いた。マッキーンは2020年にチェサピーク湾でカヌーに出かけた際に行方不明となり、その後に遺体で発見された。

## 生い立ちと教育
母は第6代メリーランド州副知事のキャスリーン・ケネディ・タウンゼンド、父はセント・ジョンズ・カレッジのデヴィッド・リー・タウンゼンド（David Lee Townsend）である。コネチカット州ニューヘイブンで生まれた彼女はローマ・カトリックの信者として育てられる。彼女はケネディ家の一員であり、祖父母はロバート・F・ケネディとエセル・ケネディ、大叔父とその妻は第35代アメリカ合衆国大統領のジョン・F・ケネディとジャクリーン・ケネディである。
彼女はボルチモア郡公立学校の小学校と中学校に通い、高校はセント・ポール女子学校を1997年に卒業した。その後はボストンカレッジに在籍しつつブルーガーズとダンキンドーナツでパートタイムで働き、アイルランドのトリニティ・カレッジ・ダブリンに留学した。彼女はジョージタウン大学を卒業してジョージタウン大学ローセンターで法学博士号、2009年には大学ウォルシュ外交政策大学院で国際交渉と紛争解決の外交政策学修士を取得した。

## キャリア
マッキーンはモザンビークの平和部隊のボランティアであった。2002年に彼女は母が出馬したメリーランド州知事選挙の運動に参加するためにアメリカに戻ったが、落選に終わった。彼女はオバマ政権下で人権担当上級顧問として国務省の国際AIDSプログラムと保健福祉省の国際問題課で働き、チームを率いて人権政策、女性と子供の健康、LGBTQの健康に取り組んだ。
またマッキーンはカリフォルニア州とワシントンD.C.でダイアン・ファインスタイン上院議員のもとで働いた。
マッキーンはニューヨーク市立大学公衆衛生学校で准研究教授を務め、大学の移民・難民・国際ヘルス・センターを共同で立ち上げた。また彼女はジョージタウン大学のグローバル・ヘルス・イニシアティブの事務局長を務めた。さらに彼女はジョージタウンの非常勤教授でもあり、生命倫理と人権を教えた。
2019年3月、マッキーンはスペインの『EFE』のインタビューで自身の公衆衛生活動の中心は女性と子共であり、その理由はそれらが「世界の半分」であり、また男性の健康問題に関連する薬や治療介入により多くの資金や研究が投じられているからであると述べた。2019年5月8日、彼女は叔父のロバート・F・ケネディ・ジュニアと彼が運営する非営利の健康団体であるチルドレンズ・ヘルス・ディフェンスがワクチンに関する誤情報を広めたとして非難した。2020年3月、彼女は数百人の公衆衛生局員と共に書簡に署名し、マイク・ペンス副大統領に科学的勧告に従ってCOVID-19に対策に適切な予算を投入するように要請した。

## 私生活
2003年にカリフォルニア州でファインスタイン上院議員のもとで働いていた際、当時カリフォルニア大学バークレー校の学生だったデヴィッド・マッキーン（David McKean）と出会った。2人は共にアジアを旅し、中国、カンボジア、ベトナム、タイ、ラオスを訪れた。2008年に2人は婚約し、2009年3月21日にワシントンD.C.のウーマンズ・ナショナル・デモクラティック・クラブで結婚した。2人は子供を3人もうけた。一家はワシントンD.C.に住み、夫婦共に弁護士として働いた。また彼女は子供たちが通う公立の8年制学校のキャピトル・ヒル・クラスター・スクールでPTA会長を務めた。

## 失踪と死去
2020年4月2日、マッキーンと8歳の息子のギデオン・ジョセフ・ケネディ・マッキーン（Gideon Joseph Kennedy McKean）はメリーランド州シェイディ・サイドにある彼女の母親の住居を訪れていた際にカヌーで出かけたきり行方不明となった。
マッキーン家はCOVID-19パンデミックから逃れるためにメリーランド州に移っていた。メリーランド州自然資源警察の報告によると、2人は海に落ちたボールを拾うためにカヌーを出していた。2人は強風にあおられてチェサピーク湾に押し流されていた。アナランデル郡の消防当局はコロンビア・ビーチの桟橋近くで小さなカヌーに乗る女性と子供（おそらくマッキーン母子）を目撃したという男性からその日の午後4時30分に緊急電話を受けた。
母子はアナポリスの南10マイル、ヘーリング湾近くで最後に目撃された。クイーンアンズ郡警察、アナランデル郡警察、メリーランド州警察、メリーランド州自然資源局、アメリカ沿岸警備隊がボートとヘリコプターでチェサピークを捜索した。自然資源警察は2020年4月3日の午後7時頃にディールのロックホールド・クリーク近くで転覆しているカヌーを発見したことを発表した。午後7時30分、メリーランド州当局は暗闇を理由に捜索を中止した。4月3日時点で母子は死亡しているものであると推定されていた。4月4日、メリーランド州警察によって捜索が再開された。
マッキーン母子の悲劇は一族に降りかかった一連の死、事故、災難を表す「ケネディ家の呪い」の一部として言及されている。メイヴ・マッキーンの遺体は2020年4月6日、息子ギデオンの遺体は2日後の4月8日に回収された。2020年4月8日、監察医はマッキーン親子はチェサピーク湾の乱流と冷水のために溺死したものであると報告した。
コロナウィルスが流行中であったために公葬は行われたなかった。Zoomを使ったオンライン追悼式は『A Gathering of Love and Thanksgiving for Maeve and Gideon』と題されて2020年4月11日にケネディ家によって主催され、3000人以上が参加した。オンライン追悼式ではメリッサ・エスリッジ、ナターシャ・ベディングフィールド、ケニー・チェズニーがパフォーマンスを披露した。